# NGC 3606
NGC 3606 ist eine elliptische Galaxie vom Hubble-Typ E im Sternbild Hydra am Südsternhimmel, die schätzungsweise 126 Millionen Lichtjahre von der Milchstraße entfernt ist. 
Das Himmelsobjekt wurde am 20. April 1835 vom amerikanischen Astronomen John Herschel entdeckt.